# Soiano del Lago

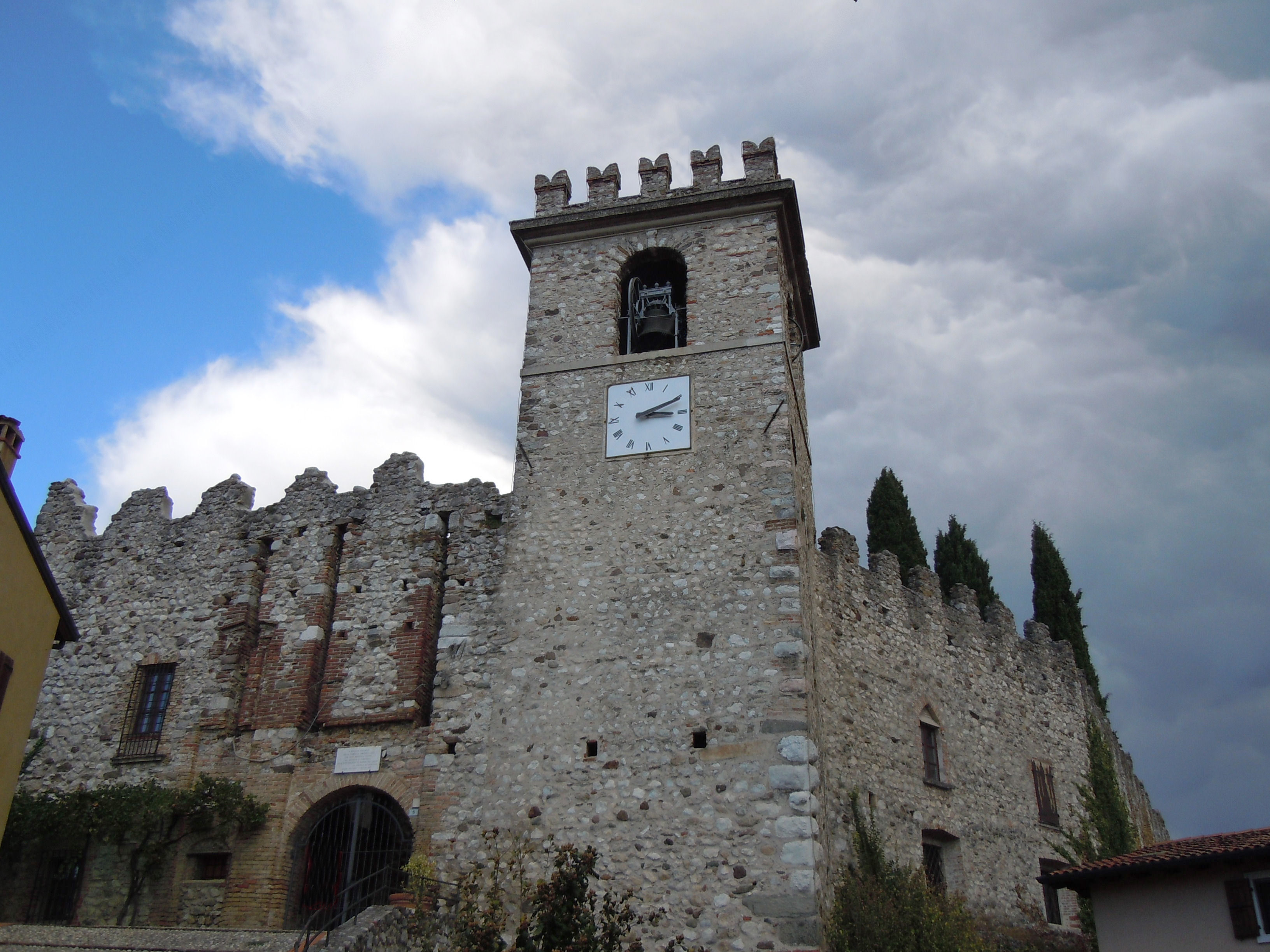
Die Burg von Soiano del Lago

Soiano del Lago ist eine norditalienische Gemeinde (comune) mit 1929 Einwohnern (Stand 31. Dezember 2023) in der Provinz Brescia in der Lombardei. Die Gemeinde liegt etwa 21,5 Kilometer östlich von Brescia, etwa 3,5 Kilometer westlich vom Westufer des Gardasees.